# Нічна Варта (фільм, 2004)
«Нічна Варта» (рос. Ночной Дозор) — російський фільм режисера Тимура Бекмамбетова в жанрі міської фентезі, знятий за мотивами однойменного роману Сергія Лук'яненка. Фільм розповідає про таємну боротьбу світлих і темних містичних сил на сучасній Москві.
Фільм мав великий успіх у прокаті, встановив новий рекорд касових зборів для свого часу, з тих пір неодноразово побитий. «Нічну варту» нерідко розглядають як перший успішний проект в сучасному популярному російському кіно, називають першим російським блокбастером. У 2006 році вийшов фільм-продовження — «Денна Варта».

## Сюжет
Колись давним давно борознили землю добрі лицарі, які називають себе Воїнами Світла, і очищали її від зла і нечисті. Але одного разу на їх шляху стали злі Воїни Темряви. Почався кривавий і нещадний бій. Але тут глави обох сторін побачили, що сили рівні, і бій був зупинений. Вони уклали між собою Мирний договір, за яким обидві сторони більше не будуть вести війну між собою. Було сказано, що будуть створені Нічна Варта для контролю сил Темряви і Денна Варта для контролю сил Світла. Але через тисячу років з'явиться Великий Інший, якому судилося перейти на бік зла, і світ зануриться в темряву.
Далі дія розгортається у 1992 році, в Москві. Молода людина Антон Городецький приходить до чаклунки з метою повернути дружину, яка пішла до іншого. Стара відьма пообіцяла впоратися. Оглядаючи квартиру чаклунки, Антон підходить до вікна і бачить там ЗІЛ-130 «Міськсвітло» і людей у спецівках, які сидять поруч. Він не надає цьому особливого значення. Відьма попереджає Антона, що дружина чекає дитину, нібито від коханця, і при чаклунстві дитина в утробі загине. Антон погоджується. Коли вона майже закінчила, раптово з'явилися ті самі люди з «Міськсвітла» і завадили відьмі вбити дитину. Ці невідомі — співробітники Нічної Варти. Почали «шити справу», але тут виявили, що Антон їх бачить, а вони були в сутінках. Отже, Антон і є Інший.
Проходить 12 років. Антон до того часу став співробітником Нічної Варти, «Світлим магом з темним минулим». За час роботи він пізнав всі закони своєї організації, а саме контроль за темними силами: темний інший, в частих випадках вампір, повинен виписати собі ліцензію на вбивство людини. Образ життя Антона досить нудний: глушить горілку, дружить із сусідами-вампірами Саушкіними, батьком і сином, і попиває у них кров при черговому завданні. Одного разу він отримує наступну місію: темні невідомі почали полювання за підлітком Єгором, який піддався на їхній поклик. Завдання Антона — простежити за ним і запобігти полювання. Йому вдається вистежити хлопчика в метро; той помітив стеження і вирішив триматися подалі від переслідувача. Але на поклик він все ж продовжує піддаватися. Коли хлопчик був уже в руках вампірів, злого вампіра-перукаря Андрія та його дівчини Лариси, Антон покликав підкріплення — тих самих світлих, які брали відьму: водій Семен і маги-перевертні Ілля-ведмідь і Катя-тигреня. На своєму ЗІЛі вони на повній швидкості поспішають до місця, мало не пустивши під колеса аж самого Завулона — главу Денної Варти. Тим часом між Антоном і Андрієм відбувається бійка. Андрій гине в момент, коли йде підкріплення, Антон же виявляється серйозно пораненим і знаходиться при смерті. Справа полягала в тому, що Андрій порушив Мирний Договір: він виписав ліцензію на свою подругу, але полював на іншу жертву, якою став Єгор, внаслідок чого Антону довелося вбити Андрія. Співробітники Нічної Варти доставляють вмираючого Антона у Міськсвітло, де його лікує мудрий і добрий Гесер — начальник Нічної Варти. Антон приходить до тями і розповідає йому, що в метро знайшов дівчину з прокляттям (воронкою) і спробував її врятувати, але намагання його були марні. Вилікуваному Антону глава Нічної Варти дав невелику відпустку, подарувавши Ольгу — чарівницю в тілі сови, яка повинна його захищати від переслідування Денної Варти, оскільки там не будуть раді вбивству Темного.
Щодо дівчини Гесер негайно почав розслідування. Він швидко з'ясував ім'я, адресу дівчини і які найближчі трагічні події відбудуться під дією воронки. Однією з найближчих жертв виявляється літак, який летить з Домодєдово, справа ледь не дійшла до катастрофи. Дівчина, Свєта — лікар, не підозрює про те, що її прокляли, і будь-який її різкий рух або слово призводить до наполовину сумних наслідків. Заспокоїти дівчину посилають інкуба Гната. Гнат до того часу вирішив віддалитися від роботи, пожити нормальним людським життям і намічав весілля. Нервуючи, що йому «обламали кайф», він стає відвертим зі Світланою, і його миттєво знімають із завдання, замкнувши в машині Семена.
Вампірша Лариса жадає помсти за смерть коханця. За порадою відьми Аліси вона вирішує взяти в заручники Єгора. Про це тут же дізналися Антон і Ольга. В останній момент вони приїхали в будинок, де жив Єгор, коли в квартиру билася вампірша. Вирішивши в квартиру пройти через сутінок, вони помічають, що Єгор їх бачить і сам потрапляє в сутінки, втрачаючи свідомість. Ольга розповідає Єгору про світ Інших, і що йому, як іншому, слід вибрати, на чиєму боці він буде: темному чи світлому. Вдома у Єгора, Антон виявив фотографію хлопчика з мамою, у якій впізнав свою колишню дружину, і відповідно, Єгор — син Антона, а відьма 12 років тому його обдурила, сказавши, що дитина чужа.
Тим часом воронка починає розвиватися, і в місті відбуваються жахливі події: помирає матір сусіда Світлани Максима Івановича, працівника ТЕЦ, яка незабаром вибухне, внаслідок чого вся Москва залишається без світла, люди застигають. В тимчасовому штабі Нічної Варти, квартирі застиглих людей, не можуть дізнатися, хто ж все-таки прокляв Свєту. Останньою надією на порятунок людей залишається Антон. Його з Ольгою відкликають в штаб, а за Єгором залишаються доглядати Тигреня і Ведмідь. В штабі з Гесером розмовляє злий Завулон — голова Денної Варти, роздратований вчинком Антона. На вимогу Гесера, він дає йому амулет захисту і йде. Гесер просить Антона якимось чином з'ясувати, хто ж прокляв Світлану. Він приходить до неї додому під виглядом хворого пацієнта, але вона розуміє, що він здоровий, і вимагає піти. Антон тримається у неї до останнього, намагаючись знайти привід, навіщо він прийшов і в розмові починає розуміти, що живе дівчина погано: вона незаймана, непоказна по своїй натурі, світ від неї відвернувся. Останньою краплею для Свєти стала відмова матері на пересадку нирки, на яку пішла її дочка. Дівчина не витримує і кричить: «Будь я проклята». Стає зрозуміло, що вона сама себе і прокляла, і що Свєта — інша. Прокляття знімають, місто повертається до колишнього життя. Антон радить дівчині більше не говорити такого.
Під час зняття прокляття в штабі Нічної Варти стає відомо про захоплення Єгора: хлопчик повністю піддався поклику вампірки і поліз на дах свого будинку, опинившись тим самим в заручниках, а за ним втратили пильність Тигреня і Ведмідь. Антон сповіщається про це у квартирі Світлани і приходить на дах на вимогу Лариси. Вампірша вимагає у Антона зняти амулет і кинути ліхтар, вона говорить про те, що хоче знову стати людиною і звинувачує Світлих у несправедливості. Єгор встигає втекти, і тут на місце дії вривається на ліфті Завулон. Лариса гине, світлі зникають, Антон, що втратив амулет, залишається один на один з темним владикою. Між ними відбувається битва, Антон намагається втекти, але йому заважають співробітники Денної Варти. Завулон збирається добити світлого, але йому заважає Єгор, який з'явився з амулетом. Змучений Антон, вирішивши, що це черговий Темний, дістає ніж і нападає на нього, владика пітьми його зупиняє. Єгору пред'являють гарячі аргументи того, що Антон хотів його вбити не тільки зараз, але й тоді, у 1992 році. Хлопчик-інший, вирішивши, що Антон шукав його весь цей час заради вбивства, і що всі світлі такі ж притворчиві, обирає темну сторону. Розуміючи, що це підстава Завулона, Антон починає безглуздо бити його. Так з'явився Великий Інший, який вибрав силу зла, і світ зануриться в темряву. Але поки є ті, хто вірить у світло, надія залишається.

## У ролях
- Костянтин Хабенський — Антон Городецький
- Володимир Меньшов — Гесер, керівник Нічної Варти м. Москви
- Віктор Вержбицький — Завулон, керівник Денної Варти м. Москви
- Марія Порошина — Світлана Назарова, чарівниця
- Галина Тюніна — Ольга, чарівниця в тілі сови
- Дмитро Мартинов — Єгор
- Олексій Чадов — Костя Саушкін, вампір
- Гоша Куценко — Гнат, інкуб
- Римма Маркова — Дар'я Шульц, відьма
- Марія Миронова — матір Єгора
- Валерій Золотухін — батько Кості Саушкіна, вампір
- Жанна Фріске — Аліса Донникова, відьма
- Микола Олялін — Максим, інквізитор
- Ілля Лагутенко — Андрій, вампір
- Олексій Маклаков — Семен, шофер, маг високого рівня
- Олександр Самойленко — Ілля-ведмідь, маг-перевертень
- Ганна Слю — Катя-тигреня, маг-перевертень
- Ганна Дубровська — вампірка Лариса, подруга Андрія
- Сергій Приходько — Петро
- Георгій Дронов — Толик
- Ігор Савочкін — Максим Іванович
- Костянтин Мурзенко — людина в метро
- Катерина Малікова — стюардеса
- Нуржуман Іхтимбаєв — Зоар, охоронець крейди Долі
- Ігор Гаспарян — епізод, водій-кавказець
- Кирило Клейменов — камео, ведучий новин
- Олександра Назарова — мати Світлани